# Sports Island 2
 (mars 2022).
Si vous disposez d'ouvrages ou d'articles de référence ou si vous connaissez des sites web de qualité traitant du thème abordé ici, merci de compléter l'article en donnant les références utiles à sa vérifiabilité et en les liant à la section « Notes et références ».
Sports Island 2 (connu comme Deca Sports 2 aux États-Unis) est un jeu vidéo de sport développé et édité par Hudson Soft, sorti en 2009 sur Wii. C'est une compilation de plusieurs sports. C'est la suite de Sports Island.